# Парламентские выборы в Швейцарии (1881)

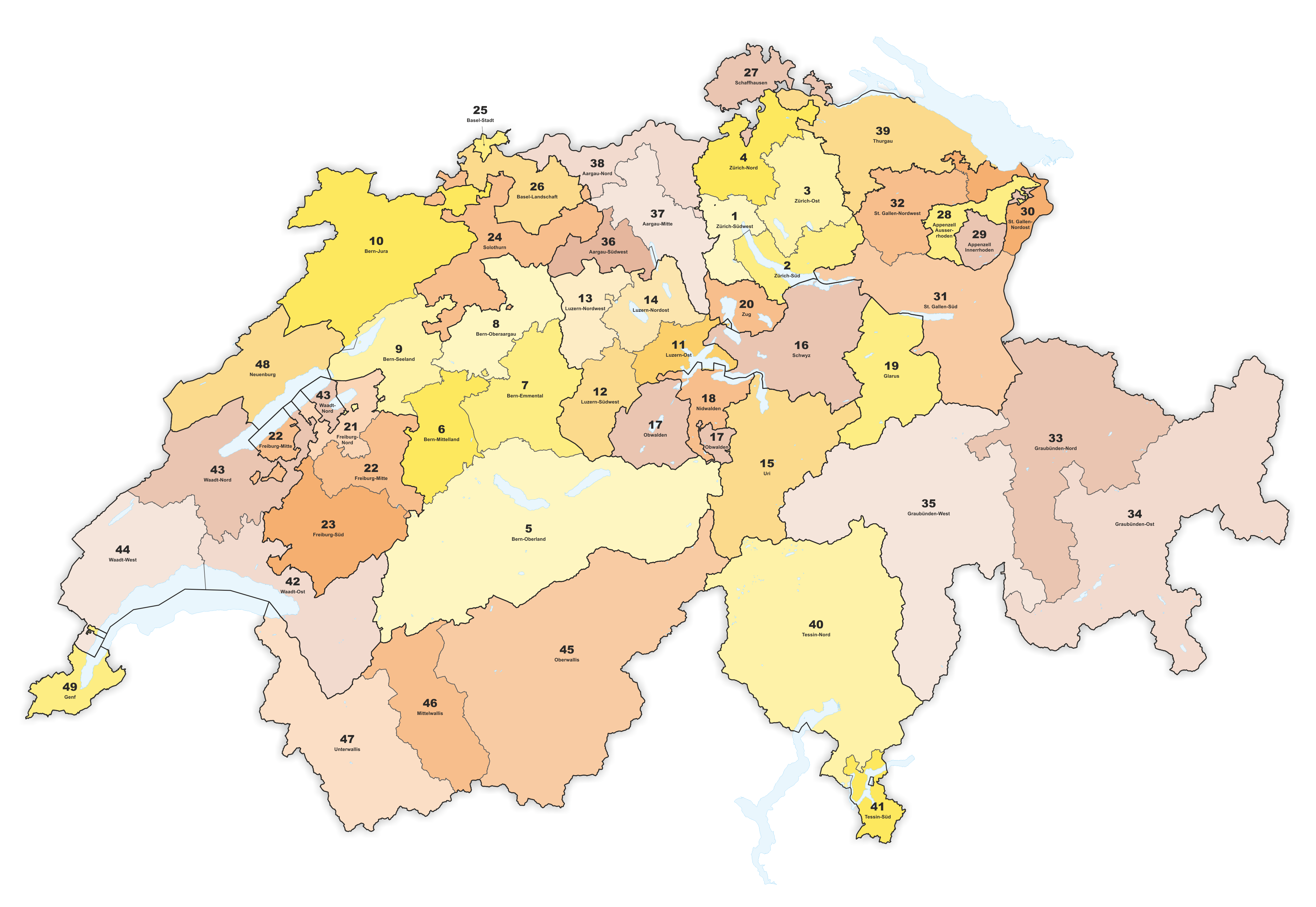
Карта Швейцарии, разделённая на 49 избирательных округов (1881—1887).

Парламентские выборы в Швейцарии проходили 30 октября 1881 года. Радикально-левая партия, получив 75 из 145 мест Национального совета, вернула себе абсолютное большинство в парламенте, которое она потеряла в 1863 году.

## Избирательная система
145 депутатов Национального совета избирались в 49 одно- и многомандатных округах. Распределение мандатов было пропорционально населению: одно место парламента на 20 тыс. граждан. 
Голосование проводилось по системе в три тура. В первом и втором туре для избрания кандидат должен был набрать абсолютное большинство голосов, в третьем туре достаточно было простого большинства. Каждый последующий тур проводился после исключения кандидата, набравшего наименьшее число голосов. 

## Результаты

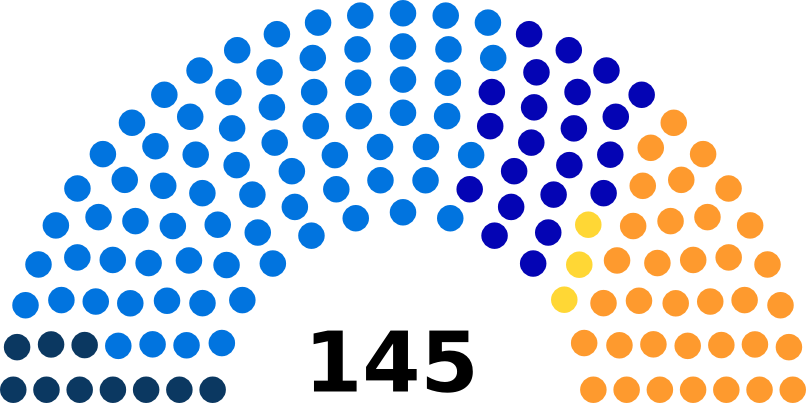
Распределение мест в Национальном совете (1881).

Наивысшая явка была зарегистрирована в кантоне с обязательным голосованием Шаффхаузен, где она составила 95,2 %. В кантоне Швиц явка оказалась наименьшей (28,3 %).
|  | Партия                               | Голосов | %    | Мест | +/– |
|  | Радикально-левые                     |         | 39,8 | 75   | +18 |
|  | Католические правые                  |         | 24,6 | 35   | –2  |
|  | Либеральные центристы                |         | 20,4 | 22   | –4  |
|  | Демократическая группа               |         | 7,7  | 10   | 0   |
|  | Правые евангелисты                   |         | 6,1  | 3    | –2  |
|  | Независимые                          |         | 1,4  | 0    | 0   |
|  | Всего                                | 395 400 | 100  | 145  | +10 |
|  | Зарегистрированных избирателей/ Явка | 637 224 | 62,1 | –    | –   |
|  | Источник: BFS                        |         |      |      |     |